# Daisies
„Daisies” – utwór muzyczny amerykańskiej piosenkarki i autorki tekstów Katy Perry, który został wydany 15 maja 2020 roku, nakładem wytwórni Capitol Records jako główny singel promujący jej nadchodzący, szósty album studyjny.

## Geneza i wydanie
7 maja, Katy na swoich mediach społecznościowych ogłosiła, że 15 maja wyda główny singel swojego nadchodzącego, szóstego albumu studyjnego, czyli „Daisies”. Tego samego dnia opublikowała również okładkę singla, na którym piosenkarka uśmiecha się, będąc otoczoną stokrotkami. Następnego dnia, rozpoczęła się kampania promocyjna dla „Daisies”, która zbiegła się z Dniem Matki; powstał sklep internetowy o nazwie „Katy's Daisies”, który oferuje 12 darmowych bukietów, aby „powiedzieć komuś na kim Tobie zależy, że kochasz go, że tęsknisz za nim lub po prostu, że dziękujesz jemu za wiarę w Ciebie”.
Podczas transmisji na żywo na Facebooku, Katy powiedziała, że piosenka jest o „wszystkich snach, które mieliście i o wszystkim czego byście chcieli osiągnąć”.

## Odbiór krytyczny
Rania Aniftos z magazynu „Billboard” napisała o singlu, że „Katy Perry zawsze była sobą i pokazuje to w swoim najnowszym singlu «Daisies»”. Brittanny Spanos z „Rolling Stone” napisała „«Daisies» to inspirująca piosenka o sile ludzkiego ducha w stylu jej [Katy Perry] wcześniejszego przeboju «Roar»”. Alexa Camp z „Slant Magazine” określiła utwór jako „balladę z atmosferą”.

## Teledysk
Teledysk został opublikowany tego samego dnia co singel, czyli 15 maja i został wyreżyserowany przez Lizę Voloshin. Piosenkarka w teledysku jest na łonie natury w białej sukience.

### Odbiór
Alexa Camp z „Slant Magazine” napisała o teledysku, że „amatorska jakość teledysku «Daisies» pięknie komplementuje rozmarzony charakter piosenki”.

## Wystąpienia na żywo
W dniu wydania singla, Katy wykona go podczas transmisji na żywo na Amazonie. Piosenkarka również wykona ten utwór podczas wydarzenia w aplikacji Houseparty o nazwie „In the House” 16 maja. Katy ma wykonać „Daisies” podczas finału 18. edycji programu American Idol 17 maja 2020 roku.

## Personel
- Katy Perry – główne wokale, tekst, kompozycja
- Chris Anokute – A&R
- Jonathon Bellion – tekst, wokale wspierające
- Rachel Findlen – inżynieria dźwięku
- Lauren Glucksman – A&R
- John Hanes – inżynier miksowania
- Jacob Kasher Hindlin – tekst
- Jordan K. Johnson – tekst, produkcja, inżynieria dźwięku i wokali[a]
- Stefan Johnson – tekst, produkcja, inżynieria dźwięku i wokali[a]
- Dave Kutch – mastering
- Michael Pollack – tekst, gitara
- Pierre-Luc Rioux – gitara
- Gian Stone – produkcja wokali

Źródło:.

## Historia wydania
| Obszar            | Data           | Format                                | Wytwórnia | Przypis |
| ----------------- | -------------- | ------------------------------------- | --------- | ------- |
| Cały świat        | 15 maja 2020   | digital download · media strumieniowe | Capitol   | [ 12 ]  |
| Australia         | 15 maja 2020   | contemporary hit radio                | Capitol   | [ 13 ]  |
| Włochy            | 15 maja 2020   | contemporary hit radio                | Universal | [ 14 ]  |
| Stany Zjednoczone | 18 maja 2020   | adult contemporary                    | Capitol   | [ 15 ]  |
| Stany Zjednoczone | 2 czerwca 2020 | contemporary hit radio                | Capitol   | [ 16 ]  |